# Апатурії

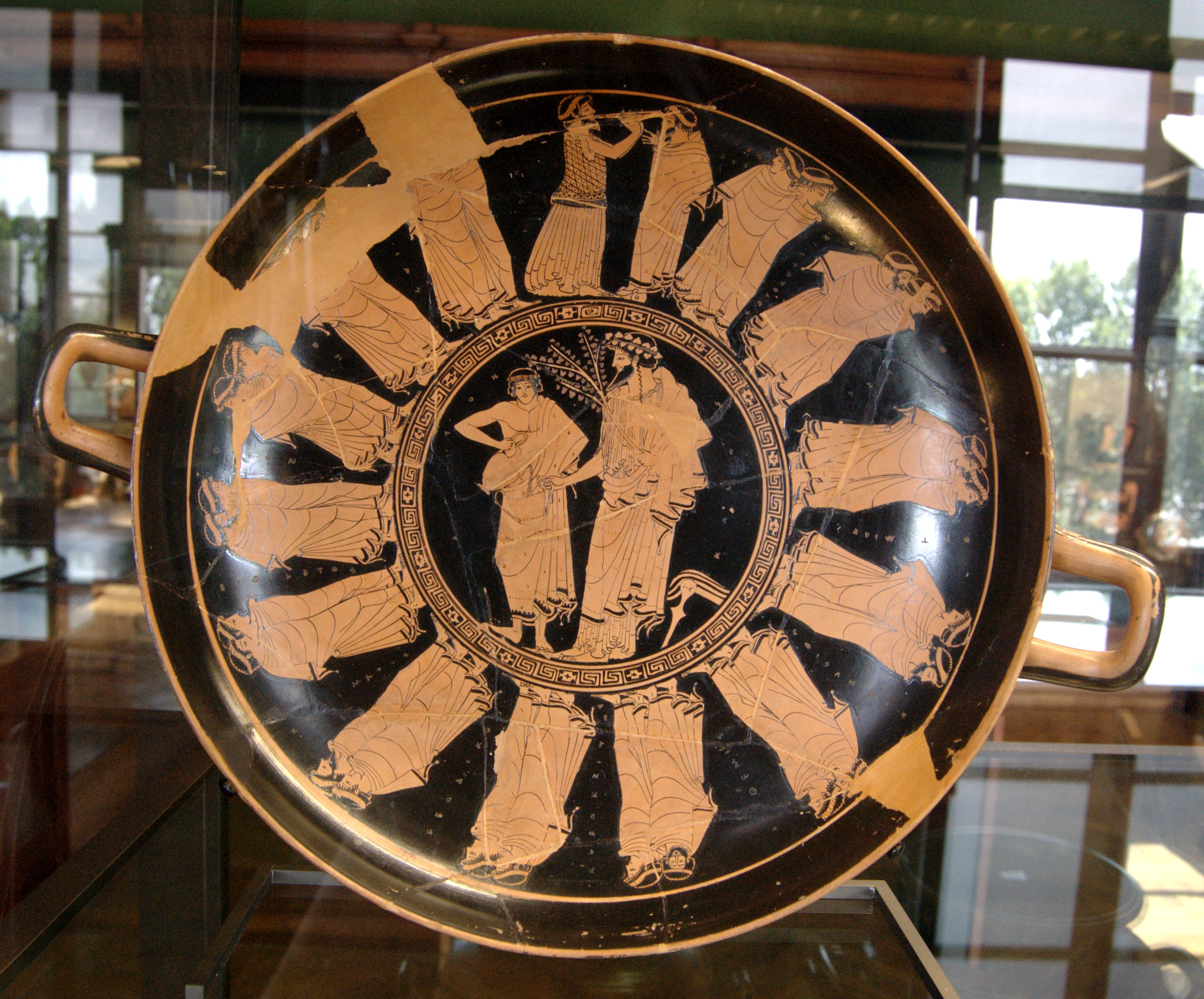
Урочиста хода під час Апатурій, кілікс, Вазописець Тріптолема, Лувр

Апату́рії (грец. ὰπατούρια) — свята на честь Аполлона, встановлені в Афінах (жовтень — листопад). Під час апатурій хлопців, народжених впродовж року, заносили до списку громадян.